# George Pólya
George Pólya (pronunciado /póia/ en español; en húngaro: Pólya György; Budapest, 13 de diciembre de 1887 – Palo Alto, 7 de septiembre de 1985) fue un matemático húngaro. Fue profesor de matemáticas de 1914 a 1940 en el Politécnico de Zúrich y de 1940 a 1953 en la Universidad de Stanford. Realizó contribuciones fundamentales en combinatoria, teoría de números, análisis numérico y teoría de la probabilidad. También destacó por su trabajo en heurística y educación matemática. Ha sido descrito como uno de Los Marcianos, nombre con el que se conocía al grupo de peculiares científicos húngaros radicados en Estados Unidos en la época de la Segunda Guerra Mundial.

## Biografía
Pólya nació en Budapest, Imperio austrohúngaro. Era hijo de Anna Deutsch y de Jakab Pólya, judíos húngaros que se había convertido a la fe católica en 1886. Aunque sus padres eran religiosos y fue bautizado, George Pólya se definió en su edad adulta como agnóstico. Fue profesor de matemáticas de 1914 a 1940 en la Escuela Politécnica Federal de Zúrich en Suiza y de 1940 a 1953 en Universidad Stanford. Permaneció como profesor emérito de Stanford por el resto de su vida y de su carrera.
Trabajó en una gran variedad de temas matemáticos, incluidos series, teoría de números, análisis matemático, geometría, álgebra, combinatoria y probabilidad. Fue un orador invitado del Congreso Internacional de Matemáticos de 1928 en Bolonia, en 1936 en Oslo y en 1950 en Cambridge Massachusetts
Murió en Palo Alto, California, Estados Unidos.

## Heurística
En sus años de máxima actividad, invirtió un esfuerzo considerable en intentar caracterizar los métodos generales utilizados para resolver problemas, y para describir cómo debería enseñarse y aprender la manera de resolver problemas. Escribió tres libros sobre el tema: Cómo resolverlo (How to solve it), Matemáticas y razonamiento verosímil, Volumen I: Inducción y analogía en matemáticas y Matemáticas y razonamiento verosímil, Volumen II: Patrones de inferencia verosímil.
En Cómo plantear y resolver problemas, Pólya proporciona heurísticas generales para resolver problemas de todo tipo, no solo los matemáticos. El libro incluye consejos para enseñar matemática a los estudiantes y una minienciclopedia de términos heurísticos. Ha sido traducido a muchos idiomas y se han vendido más de un millón de copias. El físico ruso Zhores I. Alfyorov, (Premio Nobel de Física de 2000) lo alabó, diciendo que estaba encantado con el famoso libro de Pólya en el "College Mathematics Journal".
En Matemáticas y razonamiento verosímil, Volumen I, Pólya habla sobre el razonamiento inductivo en la matemática, mediante el que pretende razonar de casos particulares a reglas generales (también incluye un capítulo sobre el principio de inducción matemática PIM, pero no es el tema principal). En Matemáticas y razonamiento verosímil, Volumen II, comenta formas más generales de lógica inductiva que pueden usarse para determinar de forma aproximada hasta qué grado es verosímil una conjetura (en particular, una conjetura matemática).

## Algunas citas
- Él fue el único alumno que me dio miedo (comentario acerca de John von Neumann).[9]
- How I need a drink, alcoholic of course, after the heavy chapters involving quantum mechanics. (regla mnemotécnica para los primeros quince dígitos de π; siendo las longitudes de las palabras los dígitos). Esta regla nemotécnica, habitualmente atribuida a Pólya, en realidad se debe al matemático británico James Jeans (1877-1946).[10][11]
- Si no puedes resolver un problema, entonces hay una manera más sencilla de resolverlo: encuéntrala[12]
- Un gran descubrimiento resuelve un gran problema, pero hay una pizca de descubrimiento en la solución de cualquier problema. Tu problema puede ser modesto, pero si es un reto a tu curiosidad y trae a juego tus facultades inventivas, y si lo resuelves por tus propios métodos, puedes experimentar la tensión y disfrutar del triunfo del descubrimiento.[13]
- Fantasear es imaginar cosas que no tienes... puede ser malo igual que demasiada sal es mala en la sopa o incluso un poco de ajo en un pastel de chocolate. Quiero decir que las fantasías pueden ser malas si hay demasiadas o si están en el lugar equivocado, pero pueden ser buenas por sí mismas y una gran ayuda en la vida y en la solución de problemas.[12]

## Reconocimientos
- Hay tres premios que llevan el nombre de Pólya, lo que ocasionalmente causa confusión entre ellos:

- En 1969, la Sociedad de Matemáticas Aplicadas e Industriales (SIAM) estableció el Premio George Pólya, dado alternativamente en dos categorías para "una aplicación notable de la teoría combinatoria" y para "una contribución notable en otra área de interés desarrollada previamente por George Pólya".
- En 1976, la Mathematical Association of America (MAA) estableció el George Pólya Award "para artículos de excelencia expositiva" publicados en el "College Mathematics Journal".
- En 1987, la Sociedad Londinense de Matemáticas estableció el Premio Pólya para un trabajo de "creatividad excepcional, exposición imaginativa o contribución distinguida a las matemáticas dentro del Reino Unido."

- Un centro de matemáticas de la Universidad de Idaho en Moscow (Idaho) conmemora su nombre. El centro se dedica principalmente en la tutoría de los estudiantes en las materias de álgebra y cálculo.[17]